# Unité urbaine de Dzaoudzi
L'unité urbaine de Dzaoudzi est une unité urbaine française centrée sur la commune de Dzaoudzi, située dans le département et région de Mayotte. Composée des deux communes de l'île de Petite-Terre, elle compte 29 273 habitants en 2017.

## Données générales
En 2010, selon l'INSEE, l'unité urbaine de Dzaoudzi était composée de deux communes.
Dans le nouveau zonage de 2020, elle est toujours composée des deux mêmes communes.
La superficie de l'unité urbaine représente 3,22 % de celle de Mayotte, mais sa population représente 11,41 % de celle du département en 2017.

## Composition selon la délimitation de 2020
Elle est composée des 2 communes suivantes :
| Nom                     | Code Insee | Département | Statut       | Superficie (km2) | Population (dernière pop. légale) | Densité (hab./km2) | Modifier                                    |
| ----------------------- | ---------- | ----------- | ------------ | ---------------- | --------------------------------- | ------------------ | ------------------------------------------- |
| Dzaoudzi (ville-centre) | 97608      | Mayotte     | ville-centre | 7,87             | 17 831 (2017)                     | 2 266              | modifier les données · modifier les données |
| Pamandzi                | 97615      | Mayotte     | banlieue     | 4,24             | 11 442 (2017)                     | 2 699              | modifier les données · modifier les données |

## Évolution démographique
| 1978  | 1985  | 1991   | 1997   | 2002   | 2007   | 2012   | 2017   |
| ----- | ----- | ------ | ------ | ------ | ------ | ------ | ------ |
| 6 969 | 9 971 | 13 627 | 17 832 | 19 818 | 24 416 | 24 203 | 29 273 |